# Монастырь Шинен
Монастырь Шинен (нем. Kloster Schienen) — бывший бенедиктинский монастырь, располагавшийся на территории одноимённого района баден-вюртембергской общины Энинген; был основан около 900 года графом Шрот, владевшим близлежащим замком Шротсбург, после чего монастырь стал популярным местом паломничества.